# Jay Silverheels
Jay Silverheels est un acteur canadien né le 26 mai 1912 dans la réserve des Six Nations en Ontario au Canada, décédé le 5 mars 1980 à Woodland Hills à Los Angeles.

## Biographie

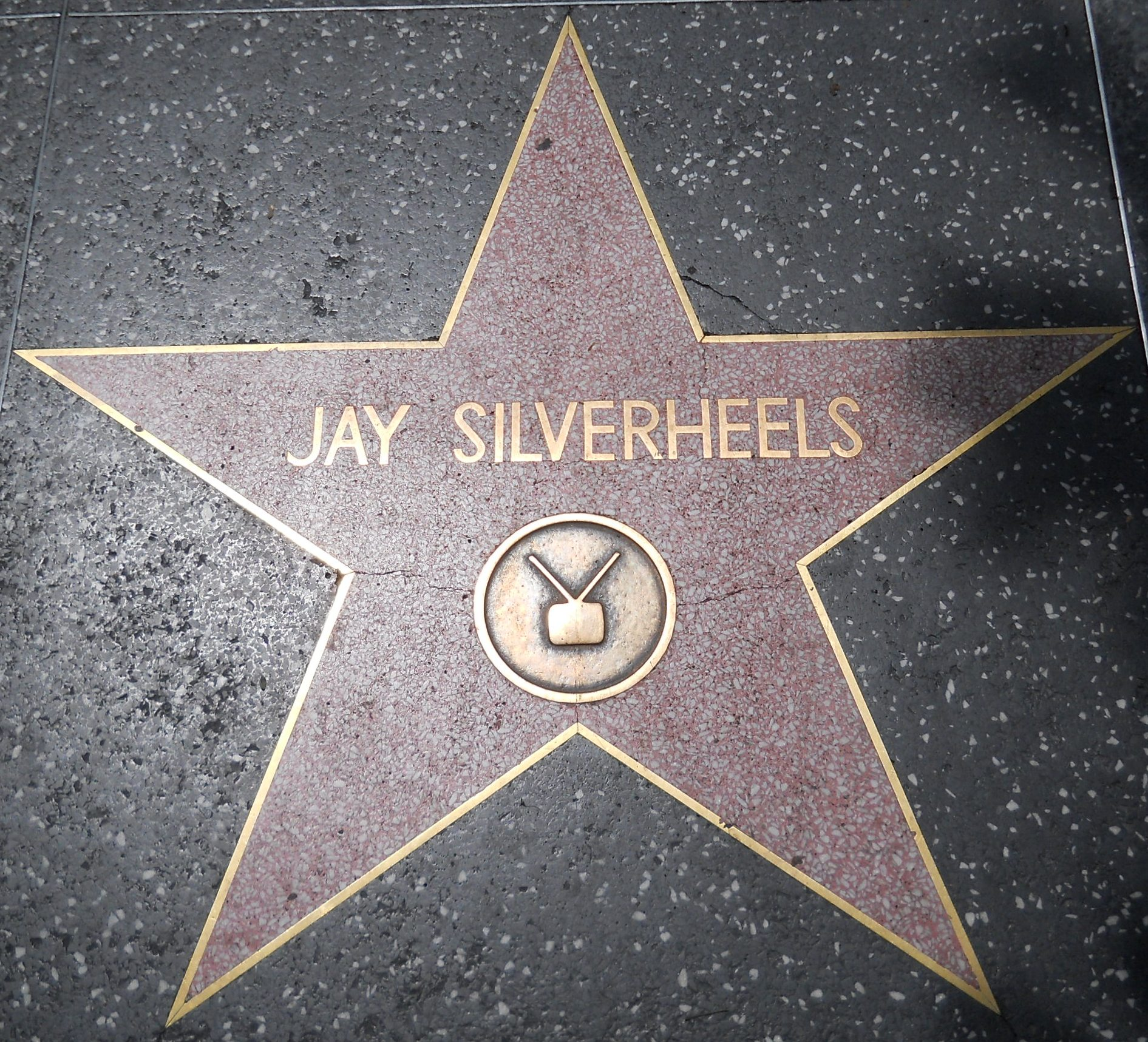
Son étoile sur le Boulevard Hollywood

## Filmographie
- 1937 : Make a Wish : Undetermined Role
- 1940 : L'Aigle des mers (The Sea Hawk) : Indian Scout
- 1940 : Too Many Girls de George Abbott : Indian
- 1941 : Les Pionniers de la Western Union (Western Union)
- 1941 : This Woman is Mine de Frank Lloyd : Indian Marauder
- 1941 : La Fille de la jungle (Jungle Girl) : Lion Man Guard [Chs. 2-3, 15]
- 1942 : La Vallée du soleil (Valley of the Sun) de George Marshall : Indian
- 1942 : Perils of Nyoka : Tuareg
- 1943 : Good Morning, Judge de Jean Yarbrough : Indian
- 1943 : Daredevils of the West (en) : Kiaga
- 1943 : The Girl from Monterrey : Fighter
- 1943 : Northern Pursuit : Indian
- 1943 : The Phantom : Astari Warrior [Chs. 9-10]
- 1944 : The Tiger Woman (en) : Native at shack shoot-out [Ch. 7]
- 1944 : Haunted Harbor (en) de Spencer Gordon Bennet et Wallace Grissell : Native [Chs. 11-12]
- 1944 : Aventures au harem (Lost in a Harem) : Guard at Execution
- 1945 : Song of the Sarong : Spearman
- 1946 : Canyon Passage : Indian who breaks mandolin
- 1946 : Singin' in the Corn : Indian Brave
- 1947 : Gas House Kids Go West
- 1947 : Northwest Outpost : Indian Scout
- 1947 : Les Conquérants d'un nouveau monde (Unconquered) : Indian
- 1947 : The Last Round-up (en) de John English : Sam Luther
- 1947 : The Prairie (en) : Running Deer
- 1947 : Capitaine de Castille (Captain from Castile) d'Henry King : Coatl
- 1948 : Massacre à Furnace Creek (Fury at Furnace Creek) : Little Dog
- 1948 : Key Largo : Tom Osceola
- 1948 : Singin' Spurs : Abel
- 1948 : Charlie Chan à Mexico (en) (The Feathered Serpent) de William Beaudine : Diego (thug with knife)
- 1948 : La Ville abandonnée (Yellow Sky) : Indian
- 1949 : Ma femme et ses enfants (Family Honeymoon) : Elevator boy
- 1949 : Song of India
- 1949 : Laramie : Running Wolf
- 1949 : Le Démon de l'or (Lust for Gold) de S. Sylvan Simon : Walter (Deputy)
- 1949 : Trail of the Yukon (en) de William Beaudine : Poleon
- 1949 : Sand : Indian
- 1949 : The Cowboy and the Indians : Lakohna
- 1950 : La Flèche brisée (Broken Arrow) : Geronimo
- 1951 : Cyclone Fury (it) de Ray Nazarro : Indian ('Laramie' stock footage)
- 1951 : Montagne rouge (Red Mountain) : Little Crow
- 1951 : The Wild Blue Yonder : Benders
- 1952 : Les Boucaniers de la Jamaïque (Yankee Buccaneer) de Frederick de Cordova : Lead Warrior
- 1952 : The Legend of the Lone Ranger : Tonto
- 1952 : The Battle at Apache Pass : Geronimo
- 1952 : Laramie Mountains (it) de Ray Nazarro : Running Wolf
- 1952 : La Peur du scalp (The Half-Breed) : Apache
- 1952 : La levée des Tomahawks (en) (Brave Warrior) de Spencer Gordon Bennet : Tecumseh
- 1952 : The Story of Will Rogers de Michael Curtiz : Joe Arrow
- 1952 : Le Trappeur des grands lacs (The Pathfinder) de Sidney Salkow : Chingachgook
- 1953 : Le Sabre et la Flèche (Last of the Comanches) : Indian
- 1953 : Jack McCall Desperado : Red Cloud, Sioux Chief
- 1953 : The Nebraskan : Spotted Bear
- 1953 : À l'assaut du Fort Clark (War Arrow) : Satanta
- 1954 : La Brigade héroïque (Saskatchewan) : Cajou
- 1954 : Drums Across the River : Taos
- 1954 : The Black Dakotas (en) : Black Buffalo
- 1954 : Four Guns to the Border : Yaqui
- 1954 : La Terreur des sans-loi (en) (Masterson of Kansas) : Yellow Hawk
- 1955 : The Lone Ranger Rides Again (TV) : Tonto
- 1955 : Courage Indien (The Vanishing American) de Joe Kane : Beeteia
- 1956 : Le Justicier solitaire (The Lone Ranger) : Tonto
- 1956 : Walk the Proud Land : Geronimo
- 1958 : Return to Warbow : Joe
- 1958 : Le Justicier masqué (The Lone Ranger and the Lost City of Gold) : Tonto
- 1959 : Ne tirez pas sur le bandit (Alias Jesse James) : Tonto
- 1959 : Au nom de la loi (TV) saison 2 épisode 14 (Chez les indiens/Man in horseback) : Charley Red Cloud
- 1965 : Indian Paint (en) de Norman Foster : Chief Hevatanu
- 1968 : Le Virginien saison 7 episode 7 (The heritage) : Den'Gwatzi
- 1969 : Smith! : McDonald Lasheway
- 1969 : Cent Dollars pour un shérif (True Grit) : Condemned man at hanging
- 1970 : Pursuit of Treasure
- 1970 : The Phynx (en) : Tonto
- 1971 : Cat Ballou (TV) : Indian Chief
- 1971 : Le Virginien (TV) saison 9 épisode 16 (The animal) : Spotted Hand
- 1973 : Un petit Indien (One Little Indian) de Bernard McEveety : Jimmy Wolf
- 1973 : Le Fantôme de Cat Dancing (The Man Who Loved Cat Dancing) : The Chief
- 1973 : Santee : John Crow
- 1974 : A Different Drum : Jim Swift Hands
- 1999 : The Stan Freberg Commercials (vidéo) : Tonto (segment "Show Us Your Pizza Roll Pack")